# Proisotoma
Genre
Proisotoma est un genre de collemboles de la famille des Isotomidae.

## Liste des espèces
Selon Checklist of the Collembola of the World (version du 5 septembre 2019) :
- Proisotoma alticola (Loksa & Rubio, 1966)
- Proisotoma andina Rapoport & Rubio, 1968
- Proisotoma anopolitana Schulz & Lymberakis, 2006
- Proisotoma atrata (Salmon, 1941)
- Proisotoma bayouensis Mills, 1931
- Proisotoma beta Christiansen & Bellinger, 1980
- Proisotoma biseta Rapoport, 1963
- Proisotoma brevidens Stach, 1947
- Proisotoma brevipenna (Mac Gillivray, 1896)
- Proisotoma bulba Christiansen & Bellinger, 1980
- Proisotoma burti Fernando, 1960
- Proisotoma caerulea Salmon, 1955
- Proisotoma carolii (Tarsia, 1940)
- Proisotoma clavipila (Axelson, 1903)
- Proisotoma coeca da Gama, 1961
- Proisotoma copiosa de Mendonça, Queiroz & da Silveira, 2015
- Proisotoma davidi Barra, 2001
- Proisotoma decemoculata (Scherbakov, 1899)
- Proisotoma dottrensi Gisin, 1949
- Proisotoma douglasi de Mendonça, Queiroz & da Silveira, 2015
- Proisotoma dualis Potapov & Bogomolov, 2016
- Proisotoma erasoi Izarra, 1968
- Proisotoma fernandeziana Rubio, 1974
- Proisotoma fraterna Rusek, 1967
- Proisotoma frisoni Folsom, 1937
- Proisotoma fungi Selga, 1962
- Proisotoma granulata (Salmon, 1943)
- Proisotoma granulata (Stach, 1947)
- Proisotoma haweaensis (Salmon, 1941)
- Proisotoma himalayana Baijal, 1958
- Proisotoma immersa (Folsom, 1924)
- Proisotoma intermedia Izarra, 1969
- Proisotoma intermixta Handschin, 1928
- Proisotoma juaniae Lucianez & Simón, 1992
- Proisotoma judeana Palissa, 2006
- Proisotoma koepckei Winter, 1967
- Proisotoma lutii Izarra, 1973
- Proisotoma macedoi Winter, 1967
- Proisotoma mauretanica Handschin, 1925
- Proisotoma micrura Börner, 1907
- Proisotoma minima (Absolon, 1901)
- Proisotoma minuta (Tullberg, 1871)
- Proisotoma multituberculata Martynova, 1971
- Proisotoma musci Lawrence, 1969
- Proisotoma muscicola Stach, 1965
- Proisotoma najtae Selga, 1971
- Proisotoma niger (Carpenter, 1925)
- Proisotoma nigromaculosa Folsom, 1932
- Proisotoma nova Palissa, 1969
- Proisotoma octojuga Salmon, 1949
- Proisotoma okukensis (Salmon, 1941)
- Proisotoma oliveirae Deharveng, 1984
- Proisotoma pajonalica Loksa & Rubio, 1966
- Proisotoma pakurensis Mandal, Suman & Bhattacharya, 2017
- Proisotoma papillosa Stach, 1937
- Proisotoma paronai Börner, 1907
- Proisotoma patagonica (Wahlgren, 1900)
- Proisotoma perparva Jackson, 1927
- Proisotoma quinocellata Salmon, 1954
- Proisotoma ramosi Arlé, 1960
- Proisotoma ridleyi Denis, 1933
- Proisotoma ripicola Linnaniemi, 1912
- Proisotoma sagardoyi Izarra, 1981
- Proisotoma santosorum Palacios-Vargas & Arbea, 2009
- Proisotoma senetijohani Baijal & Chandra, 1970
- Proisotoma sepulcralis (Folsom, JW, 1902)
- Proisotoma subdeflexa Delamare Deboutteville, 1951
- Proisotoma subminuta Denis, 1931
- Proisotoma submuscicola Nguyen, 1995
- Proisotoma tenella (Reuter, 1895)
- Proisotoma terrigena (Salmon, 1943)
- Proisotoma turikana Palacios-Vargas & Arbea, 2009
- Proisotoma vestita (Brown, 1923)
- Proisotoma violenta Banasco, 1985
- Proisotoma xanthella Salmon, 1949
- † Proisotoma pettersonae Christiansen & Nascimbene, 2006

et
- † Proisotoma communis Sanchez-Garcia & Engel, 2016

## Publication originale
- Börner, 1901 : Zur Kenntnis der Apterygoten-Fauna von Bremen und der Nachbardistrikte. Beitrag zu einer Apterygoten-Fauna Mitteleuropas. Abhandlungen des Naturwissenschaftlichen Vereins zu Bremen, vol. 17, no 1, p. 1-140 (texte original).